# Kingston (district électoral du Canada-Uni)
Pour les articles homonymes, voir Kingston.
Circonscription électorale provinciale du Canada
Kingston est un district électoral de l'Assemblée législative de la province du Canada.

## Liste des députés
| Années | Années      | Député                 | Affiliation          |
| ------ | ----------- | ---------------------- | -------------------- |
|        | 1841 - 1841 | Anthony Manahan        | Réformiste modéré    |
|        | 1841 - 1844 | Samuel Bealey Harrison | Parti réformiste     |
|        | 1844 - 1848 | John A. Macdonald      | Conservateur         |
|        | 1848 - 1851 | John A. Macdonald      | Conservateur         |
|        | 1851 - 1854 | John A. Macdonald      | Conservateur         |
|        | 1854 - 1858 | John A. Macdonald      | Conservateur         |
|        | 1858 - 1861 | John A. Macdonald      | Libéral-conservateur |
|        | 1861 - 1863 | John A. Macdonald      | Libéral-conservateur |
|        | 1863 - 1867 | John A. Macdonald      | Libéral-conservateur |